# Rabbit Junk
Rabbit Junk est un groupe de digital hardcore américain, originaire de Seattle, dans l'État de Washington.

## Biographie

### Débuts etREframe(2004–2006)
Rabbit Junk est formé en 2004 après la dissolution de l'ancien groupe de JP Anderson, The Shizit. Après avoir recruté la chanteuse Jeniffer « Sum Grrl » Bernett, le duo mari et femme d'electro-rock publie un premier album, l'éponyme Rabbit Junk en 2004. Un an plus tard, le groupe signe chez Glitch Mode Recordings, et publie une suite au premier album, intitulée REframe, qui popularise encore plus loin le groupe.
Ils mêlent plusieurs genres musicaux agressifs comme le black metal et du metal industriel/digital hardcore dans la veine de The Mad Capsule Markets. Un clip du morceau In Your Head No One Can Hear You Scream est produit par Kandycore Design Company. Le projet devient un groupe scénique après avoir recruté des guitaristes et percussionnistes pour les dates de concert. Après la sortie de REframe, Rabbit Junk participe avec le morceau Industrial IS Dead à la compilation Hordes of the Elite publiées Glitch Mode. Plus tard, leur reprise de Start the Riot d'Atari Teenage Riot apparait sur l'album hommage The Virus Has Been Spread.

### This LifeetProject Nonagon(2007–2010)
En octobre 2007, les deux premiers albums de Rabbit Junk sont remasterisés par Tom Baker (qui a collaboré avec Marilyn Manson, Nine Inch Nails et The Bloodhound Gang), où le groupe signe dans un label connu sous le nom de Full Effect Records. Le groupe publie la suite de REframe, intitulée This Life Is Where You Get Fucked, le 28 avril 2008. Il s'agit d'un album-concept, qui comprend trois facettes ; The Struggle, Ghetto Blasphemer et This Death Is Where You Get Life. En septembre 2008, Rabbit Junk publie trois nouvelles chansons sur sa page MySpace intitulées Power, Blood et Home, ces trois chansons formant la première partie de l'album Project Nonagon : The Struggle ll.
La seconde partie de Ghetto Blasphemer (Ghetto Blasphemer ll: From the Stars) de Rabbit Junk, basée sur les œuvres de H. P. Lovecraft, est publiée en juillet 2009 sur leur site web. L'album Project Nonagon est publié dans son intégralité en 2010. JP Anderson critique sa période chez Full Effect Records, explique que même si le label n'a rien remarqué, il se sentait « isolé » par son contrôle sur l'image et l'interaction de Rabbit Junk avec les fans.

### The Lost Years(2011–2013)
Après le départ du groupe de Full Effect Records, Anderson se consacre à ses projets comme Fighting Ice With Iron, Wolves Under Sail et un revirement de son ancien groupe The Shizit, plus tard rebatisé The Named. Entre 2011 et 2013, Rabbit Junk publie une série de singles dans laquelle Anderson déclare avoir maintenu le projet « en vie » après son expérience chez Full Effect. Après la sortie de Break Shins to This en 2013, Anderson décide de diriger le style musical de Rabbit Junk vers la musique électronique. Le groupe publie From the Ashes (qui contient un riff issu de Dead Embryonic Cells de Sepultura) sur un sampler de Noël 2013 de Glitch Mode Recordings. Cette période du groupe est baptisée The Lost Years.

### Pop that Pretty Thirty(2014–2016)
Après l'accueil positif qu'Anderson a reçu des singles de Rabbit Junk, il décide d'enregistrer un EP, intitulé Pop that Pretty Thirty qui est publié en 2014, peu après leur premier EP live, Live 2014. En janvier 2015, le groupe sort l'EP Invasion. En juillet 2015, Rabbit Junk publie sur Facebook la couverture de l'EP Beast, qui est publié le 28 octobre 2015. Le 9 février 2016, le groupe sort Singles from the Lost Years 2011-2013, qui comprend des versions alternées et remasterisées de tous les singles publiés entre Project Nonagon et Pop that Pretty Thirty.

### Meditations on MortalityetXenospheres(depuis 2017)
À la fin 2016, Rabbit Junk publie des images avec marquées les phrases Rabbit Junk Must Die 2017 et Rabbit Junk Will Die 2017 sur les réseaux sociaux. Peu après, ils annoncent la sortie d'un nouvel album studio pour 2017, ainsi qu'un EP remix. L'album s'intitule Rabbit Junk Will Die: Meditations on Mortality et s'oriente vers le cyberpunk, l'electropunk ainsi que le synthrock. 
Après la sortie de l'EP Reveal en 2019, Rabbit Junk continue sur cette voie cyberpunk tout en s'orientant plus vers le métal industriel avec l'album Xenospheres sorti en 2020 après la publication des singles Bits and Razors et Prismatic la même année. L'album comprend également la chanson From the Stars II (Kite and Vireo) s'inscrivant dans la série des Ghetto Blasphemer amorcée dans l'album This Life is Where You Get Fucked de 2008.

## Membres

### Membres actuels
- J.P. Anderson – voix, guitare, programmation
- Jennifer « Sum Grrl » Bernert – voix

### Membres live
- J.P. Anderson - chant
- Sum Grrl - claviers, chant
- Coleman Thornburg - guitare
- Dan Gardner - guitare
- Kent Ames - batterie

## Discographie

### Albums studio
- 2004 : Rabbit Junk
- 2006 : REframe
- 2008 : This Life Is Where You Get Fucked
- 2010 : Project Nonagon
- 2017 : Rabbit Junk Will Die : Meditations on Mortality
- 2018 : Modified Mortality
- 2020 : Xenospheres
- 2022 : Apocalypse For Beginners

### EP
- 2004 : Hare Brained: The Remixes
- 2008 : Project Nonagon: The Struggle II
- 2009 : Drek Kick: Cyanotic vs. Rabbit Junk
- 2009 : Project Nonagon: Ghetto Blasphemer II – From the Stars (réédité en 2016)
- 2014 : Pop that Pretty Thirty
- 2015 : Invasion
- 2015 : Beast
- 2017 : Like the Flesh Does the Knife (remix EP)
- 2019 : Reveal

### Compilations
- 2016 : Singles from the Lost Years 2011-2013
- 2016 : Consolidate

### Singles
- 2011 : What Doesn't Kill You Will Make You a Killer
- 2011 : Lucid Summations
- 2012 : Bubble
- 2012 : Boy With the Sun in His Eyes
- 2012 : Own Up
- 2012 : Break Shins to This
- 2018 : T Minus Everything
- 2019 : Zero
- 2019 : Dune (Theme From the Motion Picture) [Remix]
- 2019 : We Saw the End
- 2020 : Bits and Razors
- 2020 : Prismatic
- 2021 : Reckoning
- 2021 : Attendance
- 2021 : Denature
- 2022 : Pathogenesis
- 2022 : The Grind